# Břvany
Břvany là một làng thuộc huyện Louny, vùng Ústecký, Cộng hòa Séc.